# X³: 리유니온
《X³: 리유니온》(X³: Reunion)은 EGOSOFT사가 개발하고 딥 실버가 발행한 싱글 플레이 우주 무역 및 우주 전투 시뮬레이션 게임이다.
X³는 우주 모험 비디오 게임시리즈에서 1999년 X: Beyond the Frontier, 2003년 X²: The Threat에 이은 3번째 작품이다. 리유니온은 북미에서 윈도 버전을 2005년 10월 28일에, 리눅스와 맥 OS X 버전을 11월 4일에 각각 출시했다. X시리즈는 1인칭 우주 무역, 탐사뿐만 아니라 전투면에서도 우수한 작품으로 인정 받고 있다.

## X 우주
X³의 우주는 160개의 섹터로 이루어져 있으며, 각각 양방향으로 점프게이트로 연결되어 있다. 각 중요한 섹터들은 여러 가지의 많은 스테이션과 조선소, 정비소들이 있으며, 4방향의 점프게이트가 있다.
X³는 높은 자유도를 가지고 있기 때문에 플레이어는 자기가 원하는 곳, 원할 때 가고 싶은 곳이든 언제든지 할 수가 있고, 게임상황과 전투 및 자원등에 의해 제한도 받기도 한다.
그렇기 때문에 목적은 부와 명성을 쌓는 것이라고 볼 수 있다.

## 모드 및 한글화
X³: 리유니온에는 Modification의 줄인말로 모드가 있는데 스크립트를 수준이 아닌 게임 전체를 뜯어 고치는 게임설정이다.이 중 XTM이라는 모드가 가장 완성도가 높은데 수십종의 함선과 섹터 및 섹터미션이 추가되어 유저들의 많은 사랑을 받고 있다.
XTM(The X-Tended Mod)에는 X³: 리유니온에 말만 있는 테란섹터를 추가하였다. 하지만 공식적인게 아니기 때문에 많은 PC사양을 필요로하며, 게임이 비정상화될 수가 있다.
X³: 리유니온은 한국에 공식적으로 발매가 되지 않아 한글 지원이 되지 않는다. 하지만 유저들이 직접 한글화작업을 하여 지금은 한글로도 충분히 게임을 즐길 수가 있다.

## X³세계관

### 종족
X³는 주요 5종족이 이끌어 나간다. 주요 5종족은 아르곤(Argon), 보론(Boron), 파라니드(Paranid), 스플릿(split), 텔라디(Teladi)이며, 또 부 3종족인 제논(Xenon), 카악(Kha`ak), 그리고 테란(Terran)이다.